# Оверманс, Рюдигер
Рюдигер Оверманс (нем. Rüdiger Overmans, род. 6 апреля 1954, Дюссельдорф) — немецкий военный историк, специализирующийся на истории Второй мировой войны. Книгу «Военные потери Германии во Второй мировой войне» писал как руководитель проекта при финансовой поддержке фонда Герды Хенкель. Книга является одной из самых полных работ о потерях Германии во Второй мировой войне.

## Биография
В 1972 году поступил на службу в Бундесвер, а затем с 1974 по 1977 год изучал экономику в Мюнхенском университете Бундесвера, где защитил кандидатскую диссертацию. С 1982 по 1986 год обучался в Гамбургском университете Бундесвера, в настоящее время Университет Гельмута Шмидта. С 1987 по 2004 год работал научным сотрудником в Исследовательском бюро военной истории, сначала во Фрайбурге-им-Брайсгау, а затем в Потсдаме. В 1996 году получил докторскую степень по истории во Фрайбургском университете, благодаря работе «Военные потери Германии во Второй мировой войне». В 1999 году эта работа была впервые опубликовано в 1999 году в Мюнхене в издании «Oldenbourg Verlag». С 1996 по 2001 год Рюдигер Оверманс читал лекции на историческом факультете Фрайбургского университета. Вышел на пенсию в 2004 году в воинском звании подполковника, продолжил работать внештатным историком. Был членом комиссии, которая вынесла заключение о количестве жертв в результате бомбардировки Дрездена в феврале 1945 года.

## Работы
Основные труды Рюдигера Оверманса:

### Монографии
- Deutsche militärische Verluste im Zweiten Weltkrieg (нем.). — Oldenbourg, München, 2004. — ISBN 3-486-20028-3.
- Soldaten hinter Stacheldraht. Deutsche Kriegsgefangene des Zweiten Weltkriegs (нем.). — Propyläen, Berlin, 2000. — ISBN 3-549-07121-3.

### Собрания
- Die Kriegsgefangenenpolitik des Deutschen Reiches 1939 bis 1945 // Die Deutsche Kriegsgesellschaft 1939–1945. Zweiter Halbband: Ausbeutung, Deutungen, Ausgrenzung (нем.) / Jörg Echternkamp. — Deutsche Verlagsanstalt, München, 2005. — Bd. IX. — S. 729—875. — (Germany and the Second World War). — ISBN 3-421-06528-4. Jörg Echternkamp
- Das Schicksal der deutschen Kriegsgefangenen des Zweiten Weltkriegs' // Der Zusammenbruch des Deutschen Reiches 1945. Zweiter Halbband: Die Folgen des Zweiten Weltkrieges (нем.) / Rolf-Dieter Müller[англ.]. — Deutsche Verlagsanstalt, München, 2008. — Bd. X/1-2. — S. 379—507. — (Germany and the Second World War). — ISBN 3-421-04338-8.

### Редакции
- In der Hand des Feindes. Kriegsgefangenschaft von der Antike bis zum Zweiten Weltkrieg (нем.). — Böhlau, Köln, 1999. — ISBN 3-412-14998-5.
- Overmans, Rüdiger; Bischof, Günter. Kriegsgefangenschaft im Zweiten Weltkrieg. Eine vergleichende Perspektive (нем.). — Gerhard Höller, Ternitz-Pottschach, 1999. — ISBN 3-85226-078-7.
- Polian, Pavel; Hilger, Andreas; Overmans, Rüdiger. Rotarmisten in deutscher Hand. Dokumente zu Gefangenschaft, Repatriierung und Rehabilitierung sowjetischer Soldaten des Zweiten Weltkrieges (нем.). — Schöningh, Paderborn, 2012. — ISBN 978-3-506-76545-1.